# (6031) Ryokan
(6031) Ryokan es un asteroide perteneciente al cinturón de asteroides, región del sistema solar que se encuentra entre las órbitas de Marte y Júpiter, más concretamente a la familia de Eos, descubierto el 26 de enero de 1982 por Hiroki Kosai y su compañero astrónomo Kiichirō Furukawa desde el Observatorio Kiso, Monte Ontake, Japón.

## Designación y nombre
Designado provisionalmente como 1982 BQ4. Fue nombrado Ryokan en homenaje a Ryōkan, monje budista de la secta Zen y poeta durante el periodo Edo. Nació en Echigo (actual Prefectura de Niigata). Cuando era joven, fue entrenado en el templo de Entsuji, cerca del lugar de nacimiento del primer descubridor.

## Características orbitales
Ryokan está situado a una distancia media del Sol de 3,014 ua, pudiendo alejarse hasta 3,084 ua y acercarse hasta 2,945 ua. Su excentricidad es 0,023 y la inclinación orbital 10,88 grados. Emplea 1912,11 días en completar una órbita alrededor del Sol.

## Características físicas
La magnitud absoluta de Ryokan es 11,6. Tiene 15,68 km de diámetro y su albedo se estima en 0,185. 